# Hans Herbots

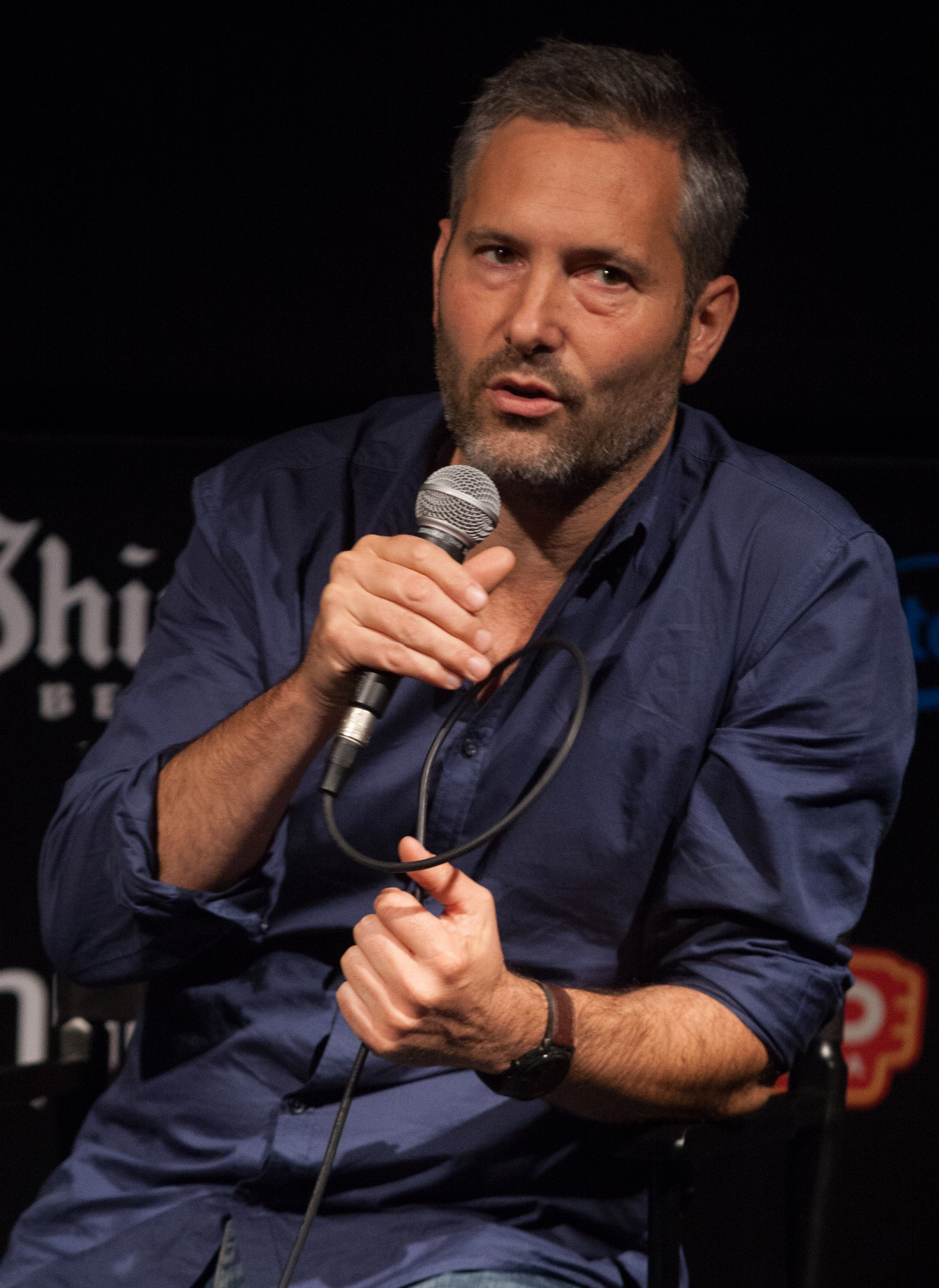
Hans Herbots in 2014

Hans Herbots (Antwerpen, 13 mei 1970) is een Vlaams filmregisseur.
Herbots regisseerde verschillende televisieseries, zoals Flikken, Sedes & Belli, Urbain,  Zone Stad en Vermist
In 2001 verscheen zijn eerste, in het Engels gesproken, langspeelfilm Falling naar de gelijknamige roman van Anne Provoost, met onder anderen Koen De Bouw, Alice Krige en Jill Clayburgh.
Daarna draaide hij Verlengd weekend in 2005, met Jan Decleir, Wouter Hendrickx en opnieuw Koen de Bouw.
In oktober 2006 ging Windkracht 10: Koksijde Rescue, zijn derde langspeelfilm, in première. Die film kwam ook uit in Nederland en werd verkocht aan onder andere China, Japan, Noord-Amerika en Latijns-Amerika.
In februari 2010 kwam Bo in de zalen, een film gebaseerd op Het Engelenhuis van Dirk Bracke. 'Bo' won in juli 3 prijzen op het Internationale Filmfestival van Giffoni, in Italië, en werd geselecteerd voor de festivals van Montréal (Cnd), Films by the Sea (Nl), Raindance (UK), Hamburg (D) e.a.
Nadien maakte hij voor Eén "Het Goddelijke Monster", gebaseerd op de gelijknamige trilogie van Tom Lanoye, waarvoor Rik D'hiet het scenario schreef, met hoofdrollen voor Joke Devynck, Kevin Janssens en vele anderen. Voor deze reeks won Hans Herbots in China, op het Internationale Televisiefestival in Sichuan de Gouden Panda voor 'Beste Regisseur'.
Eind augustus 2009 raakte bekend dat hij een koppel vormt met actrice Lien Van de Kelder.
In 2011 draaide hij "The Spiral", een Europese coproductie die in het najaar van 2012 in negen landen simultaan werd uitgezonden.
In 2014 kwam 'De Behandeling' in de zalen, een adaptatie van The Treatment van de Britse schrijfster Mo Hayder. De film komt ook uit in de VS, Frankrijk, Duitsland en Groot-Brittannië.
In 2016 regisseert Hans Herbots twee afleveringen van de Britse reeks 'Riviera', met in de hoofdrollen Julia Stiles, Lena Olin en Anthony LaPaglia. Later dat jaar draait hij samen met Sam Miller 'Rellik', een zesdelige mini-serie voor BBC en HBO Cinemax. Vanaf dan blijft hij vooral in de UK. Hij is lead director voor het tweede seizoen van 'Riviera', met o.a. Juliet Stevenson, Will Arnett, Poppy Delevingne en Roxane Duran.  
Nadien maakte hij de Britse reeks 'Cobra', met Robert Carlyle.  
En voor Netflix en BBC 'The Serpent', met Tahar Rahim, Jenna Coleman en Stacy Martin.   

## Filmografie
- Paris has Fallen (televisieserie, 2024)
- The Serpent (televisieserie, 2020)
- Cobra (televisieserie, 2019)
- Riviera (televisieserie, 2018)
- Rellik (televisieserie, 2017)
- Riviera (televisieserie, 2016)
- Vermist 7 (televisieserie, 2016)
- Black (film,scenario, 2015)
- De behandeling (2014)
- The Spiral (televisieserie, 2011)
- Het goddelijke monster (televisieserie, 2011)
- Bo (2010)
- Windkracht 10: Koksijde Rescue (2006)
- Verlengd weekend (2005)
- Urbain (televisieserie, 2005)
- Falling (2001)
- Omelette à la Flamande (1995)
- Que Cosa? (1994)